# 무번지
"무번지"는 1967년 공개된 대한민국의 영화이다.

## 배역
- 신성일
- 이대엽
- 김승호
- 황정순
- 최난경
- 허장강
- 최지희
- 구봉서